# Petrinja
 Ovo je glavno značenje pojma Petrinja. Za druga značenja pogledajte Petrinja (razdvojba).
Grad Petrinja smješten je na desnoj obali Kupe, na ušću Petrinjčice. Područje grada Petrinje sastavni je dio Sisačko-moslavačke županije i prostire se na površini od 41,64 km2. Okuplja više od 20 tisuća stanovnika.
Riječ je o području, koje većinom obuhvaća brežuljkaste predjele Zrinske i Hrastovačke gore te manje ravničarske, uz rijeke Kupu i Petrinjčicu. Njegovo administrativno područje uglavnom ruralnog karaktera obuhvaća 55 naselja. Gradovi u okruženju Petrinje su: Sisak i Glina, te općine Lekenik, Donji Kukuruzari i Dvor. Sam grad Petrinja smješten je na desnoj obali Kupe, na ušću Petrinjčice. Njegov razvoj i opstanak kroz stoljeća uvjetovan je povoljnim geoprometnim položajem. Naime, grad je smješten na križanju prometnica koje sjeverozapadnu Hrvatsku, pa tako i Zagreb spajaju s Banovinom, odnosno s Bosnom i Hercegovinom, a prostor Korduna i Banovine s Posavinom.
Godine 2020. potres od 6,4 po Richterovoj ljestvici pogodio je područje Sisačko-moslavačke županije, s epicentrom 3 km jugoistočno od Petrinje. Potres, u kojem je stradalo sedam osoba, uzrokovao je teške materijalne štete. Petrinja se od tad nalazi u obnovi, koja sporo napreduje.

## Gradska naselja
Na području grada Petrinje nalazi se 55 naselja. To su: Begovići, Bijelnik, Blinja, Brest Pokupski, Cepeliš, Čuntić, Deanovići, Dodoši, Donja Bačuga, Donja Budičina, Donja Mlinoga, Donja Pastuša, Donje Mokrice, Dragotinci, Dumače, Glinska Poljana, Gora, Gornja Bačuga, Gornja Mlinoga, Gornja Pastuša, Gornje Mokrice, Graberje, Grabovac Banski, Hrastovica, Hrvatski Čuntić, Jabukovac, Jošavica, Klinac, Kraljevčani, Križ Hrastovački, Luščani, Mačkovo Selo, Mala Gorica, Međurače, Miočinovići, Mošćenica, Moštanica, Nebojan, Nova Drenčina, Novi Farkašić, Novo Selište, Pecki, Petkovac, Petrinja, Prnjavor Čuntićki, Sibić, Slana, Srednje Mokrice, Strašnik, Stražbenica, Taborište, Tremušnjak, Veliki Šušnjar, Vratečko i Župić.

## Zemljopis
Petrinja se nalazi na ušću rječice Petrinjčice u Kupu, oko 13 km jugozapadno od Siska i oko 48 km jugoistočno od Zagreba. Najveći je grad na području Banovine, a upravno pripada Sisačko-moslavačkoj županiji. Zemljopisna širina = 45.263 sjeverno, zem. dužina = 16.162 istočno.

## Stanovništvo

### Popis 2011.
Prema popisu stanovništva iz 2011. godine područje grada Petrinje je imalo 24.671 stanovnika od kojih gotovo 70 % živi u samoj Petrinji (13.801 st.) i prigradskom naselju Mošćenica (2348 st.). Gradu upravno pripadaju još 53 manja seoska naselja među kojima se veličinom izdvajaju Hrastovica (507 st.), Mala Gorica (531 st.) i Nova Drenčina (389 st.). Prema spomenutom popisu nacionalni sastav grada Petrinje bio je sljedeći:
- Hrvati – 19.280 (82,35 %)
- Srbi – 2809 (12 %)
- Ostali – 1324 (5,65 %)

| Godina popisa | Ukupno | Hrvati           | Srbi             | Ostali         |
| ------------- | ------ | ---------------- | ---------------- | -------------- |
| 1961.         | 27.517 | 14.942 (54,30 %) | 11.955 (43,45 %) | 620 (2,25 %)   |
| 1981.         | 33.570 | 14.621 (43,55 %) | 12.617 (37,58 %) | 6332 (18,86 %) |
| 1991.         | 35.565 | 15.791 (44,40 %) | 15.969 (44,90 %) | 3805 (10,70 %) |
| 2001.         | 23.413 | 19.280 (82,35 %) | 2809 (12,00 %)   | 1324 (5,65 %)  |
| 2011.         | 24.671 | 20.925 (84,82 %) | 2710 (10,98 %)   | 1036 (4,20 %)  |
| 2021.         | 20.165 | -                | -                | -              |

### Nacionalni sastav grada Petrinje (naseljenog mjesta)
Nacionalni sastav grada Petrinje (naseljenog mjesta):
| godina popisa | ukupno | Srbi           | Hrvati         | Jugoslaveni    | ostali        |
| ------------- | ------ | -------------- | -------------- | -------------- | ------------- |
| 1991.         | 18.706 | 8445 (45,15 %) | 7662 (40,96 %) | 1329 (7,10 %)  | 1270 (6,79 %) |
| 1981.         | 15.778 | 4948 (31,36 %) | 6202 (39,31 %) | 3895 (24,69 %) | 733 (4,65 %)  |
| 1971.         | 12.155 | 4528 (37,25 %) | 6779 (55,77 %) | 431 (3,43 %)   | 417 (3,43 %)  |
| 1961.         | 8065   | 2160 (26,78 %) | 5454 (67,63 %) | 168 (2,08 %)   | 283 (3,51 %)  |
| 1953.         | 5858   | 958 (16,35 %)  | 4539 (77,48 %) | 108 (1,84 %)   | 253 (4,32 %)  |
| 1948.         | 5.221  | 732 (14,02 %)  | 4298 (82,32 %) | 0 (0,00 %)     | 191 (3,66 %)  |

| broj stanovnika | 18448 | 20403 | 21091 | 24958 | 27873 | 29633 | 28383 | 29808 | 24293 | 25070 | 27465 | 30545 | 33124 | 35151 | 23413 | 24671 | 19950 |
|                 | 1857. | 1869. | 1880. | 1890. | 1900. | 1910. | 1921. | 1931. | 1948. | 1953. | 1961. | 1971. | 1981. | 1991. | 2001. | 2011. | 2021. |

| broj stanovnika | 3222  | 4002  | 4478  | 4691  | 5379  | 5486  | 5541  | 5536  | 5221  | 5858  | 8065  | 12155 | 15778 | 18706 | 13801 | 15683 | 12963 |
|                 | 1857. | 1869. | 1880. | 1890. | 1900. | 1910. | 1921. | 1931. | 1948. | 1953. | 1961. | 1971. | 1981. | 1991. | 2001. | 2011. | 2021. |

## Uprava
- Gradsko poglavarstvo: gradonačelnik – Magdalena Komes, zamjenici – Ivan Prskalo.
- Gradsko vijeće: predsjednik – mag. prim. educ. Sanja Lovrenović, zamjenici – dr. Miroslav Gregurinčić i dr. Viktorija Kaleb, članovi: Dumbović Darko, Čutura Željko, Sodić Ljubica, Mira Harcet, Herceg Milan, Softić Željko, Jerman Višnja, Marković Joco, Gavranović Nenad, Tonković Željko, Prošić Branko, Rožić Sanja, Glušić Marijan, Oreščanin Husein, Vuić Josip Petrinja, Radoš Tihomir Petrinja, Tadić Anton, Anita Begić Hadžipašić, Robert Polanšćak.

## Povijest

### Srednji vijek
Smatra se da je Petrinja kao naselje postojala i prije prvog spominjanja imena Petrinja iz 1201. godine, koje se ne odnosi na mjesto već na rijeku Petrinjčicu. Područje na kojem je utemeljena stara Petrinja najprije je pripadalo pod sisačku biskupiju. Od 1085., odnosno, 1094. postaje posjed novoosnovane zagrebačke biskupije. Krajem 11. i početkom 12. stoljeća petrinjski kraj postaje sastavni dio Gorske županije, dok je u širem upravnom, odnosno područnom, pogledu tijekom srednjega vijeka smatran dijelom Slavonije.
Oko 1240. Petrinja je svakako već bila poznato gusto naseljeno mjesto sa znatnim udjelom stranaca (gostiju ili hospites), uglavnom obrtnika i trgovaca. Upravo ti stranci zamoliše 1240. slavonskog hercega i vojvodu Kolomana, brata hrvatsko-ugarskog kralja Bele IV. neka im podijeli „sloboštine, što ih svojim radom zaslužuju“, što je odobrenjem kralj i učinio. Posebnom poveljom Koloman daje povlastice hospitibus nostris in Petrina commorantibus (hrv. „našim građanima koji borave u Petrinji“), što je također dokaz već iznesenih činjenica kako je podjela ovih povlastica „samo određena faza u životu postojećih naselja...“. Dobivanjem povlastica grad dobiva i širi teritorij od dosadašnjeg, a stanovnici toga izvangradskoga područja (terrestres) smatrani su članovima gradske općine i uživali jednake povlastice kao i građani.
Po svemu sudeći, Petrinja je jedan od prvih slobodnih kraljevskih gradova koji počinje borbu sa zagrebačkim biskupima radi desetine. Kolonistima slobodnih gradova u Slavoniji, povlasticom iz 1225., potvrđen je običaj (prout most est) prema kojemu imaju pravo sami raspolagati sa svojom desetinom, a herceg Koloman u povelji izdanoj Petrinjcima 1240. ističe kako s „crkvenom desetinom neka rade kako to drugdje običavaju građani“. Dio povlastice iz 1225. po svoj prilici treba „tumačiti kao pravo građana da sami određuju oblik u kojem će plaćati crkvenu desetinu“. Stoga ponešto iznenađuje postupak zagrebačkog biskupa Filipa, koji 1253. izopćuje i proklinje Petrinjce (homines de villa Petrina) što mu odbijaju plaćati desetinu u naravi. Istom 8. studenog 1255., uz posredovanje trogirskoga biskupa Kolumbana koji se našao poslom u Gorama i odsjeo u crkvi sv. Klementa, Filip je građane Petrinje odriješio prokletstva. Oni mu zato svečano obećaše da će ubuduće kod svojih kuća (apud domos suas) svake godine do Martinja s voljom i pošteno plaćati desetinu u žitu, vinu, janjcima i svemu ostalomu što se bičavalo davati kao desetinu.
Tatarske provale već četrdesetih godina 13. stoljeća donose probleme i pustoš po Srednjoj Europi, ponajprije Ugraskoj. Neznatan otpor Tatarima i potpuni poraz Bele IV. i njegova brata Kolomana 1241. godine na rijeci Šajo, razlogom su što kralj i herceg poduzimaju jedino što im preostalo: spas bijegom u Hrvatsku. Bela bježi kroz Hrvatsku tzv. „vojničkom cestom“ (via exercitualis) od Koprivnice preko Križevaca, Zagreba i Topuskog prema Dalmaciji, gdje se uspijeva spasiti na jednom otočiću kraj Trogira. Ima mišljenja da su Tatari na svom putu prošli i pokraj Stare Petrinje, a njezini građani su se istaknuli u borbama protiv osvajača što im kralj Bela IV. ne zaboravlja, jer im uskoro potvrđuje dobivene povlastice. Prema nekim izvorima Tatari ne uspijevaju zauzeti i razoriti čvrsto utvrđenu i dobro branjenu Staru Petrinju te ju mimoilaze.
Smatra se da je možda smrt slavonskoga hercega Bele (1269.), mlađega kraljeva sina, utjecala na „otad najutjecajnijeg velikaša“ Slavonije bana Henrika Gisingovca da prilikom mirenja građana Petrinje i biskupa (1270.) ne spominje Petrinji kao slobodni kraljevski grad, što, drži se, potiče Petrinjce da od novoga hrvatsko-ugarskoga kralja Stjepana V. traže potvrdu povlastica iz 1240., odnosno 1242. godine. Stoga kralj Stjepan V. 27. rujna 1271. godine daje „svima“ na znanje „da su naši gostoprimci iz Petrinje pred nas iznijeli privilegij gospodina Bele, slavnog kralja Ugarske, koji je jednom dan ustvari njihove slobode, s molbom, da ga se udostojimo potvrditi svojim privilegijom.“ Ovim aktom kralja Stjepana V. naznačeno je kako se privilegij iz 1241. potvrđuje od riječi do riječi, a protiv građana Petrinje ni u kom slučaju ne mogu se izvoditi strani svjedoci, nego se „poslovi“ imaju zakonski vršiti zakletvom, kao što je to bio običaj i u drugih kraljevskih gostoprimaca, što se mora poštovati. Iz ove kraljeve potvrde naslućuje se kako „Arpadovići, bar Petrinju formalno ubrajaju građane Petrinje među svoje neposredne podanike...“, a Petrinju kao slobodni kraljevski grad. Kralja Stjepana V. već 1272. nasljeđuje Ladislav IV., umjesto kojega Hrvatskom vlada njegov mlađi brat Andrija. Oba ova vladara pod skrbništvom su majke Elizabete, pa uz nju stvarno Hrvatskom (Slavonijom) vlada ban Joakim Pektar. Tijekom 1274. Petrinjci mole kralja Ladislava IV. Napuljskog potvrdu listine kralja Stjepana. Vladar molbu Petrinjaca prihvaća i potvrđuje im već dane privilegije budući da „pravni red i snaga jednakosti traže da se vladar povede za pravednim željama molbenika...samo da to što traže nije u suprotnosti s jednakošću i ne dolazi u suprotnost s tuđim pravom. Listinu kralja Stjepana IV. potrvđujem od riječi do riječi znakom...svog...dvostrukog pečata.“

### 20. stoljeće
U 20. stoljeću važnost Petrinje slabi u korist susjednoga Siska koji je imao bolji prometni položaj te ga je ranije zahvatila industrijalizacija. Grad je ipak zadržao mjesni značaj kao središte Banovine. Nakon Drugoga svjetskoga rata počinje jači gospodarski razvoj (posebno mesne industrije – „Gavrilović“) te se značajno povećao i broj stanovnika Petrinje (sa 6000 1948. na gotovo 19000 u 1991.). Dolazi i do promjena u etničkoj strukturi te Petrinja od izrazito hrvatskoga postaje grad s podjednakim udjelom Hrvata i Srba. U Domovinskom ratu Petrinja je teško stradala, prvo u borbama, a naročito nakon srpske okupacije koja je uslijedila nakon jednomjesečnog otpora hrvatskih branitelja u rujnu 1991. godine. Grad je oslobođen 6. kolovoza 1995. godine u vojno-redarstvenoj operaciji Oluji.

#### Velikosrpska agresija i okupacija
U Petrinji je 2. rujna 1991. počela Velikosrpska agresija kada je grad prvi put napao velikosrpski agresor. Tada je grad napala JNA pod zapovjedništvom potpukovnika Slobodana Tarbuka. Tada su grad Petrinju i okolna sela Hrastovicu, Budičinu, Taborište i Pecki obrušila se JNA uz obilnu potporu naoružanih pobunjenih Srba.
Topovima i tenkovima uništavana je stara gradska jezgra. Poginuli su prvi civili. Desetak tenkova je razaralo gradske ustanove. Od 2. do 21.rujna 1991. vodile su se borbe za Petrinju. Uslijedio je izlazak tenkova i oklopnih vozila iz vojarne u samo središte Petrinje. Pucalo se i rušilo sve na što su tenkovi nailazili.  Branitelji Petrinje pružali su žestok otpor na prilazima gradu. 16. rujna 1991. jugoslavenski/srpski zapovjednik Slobodan Tarbuk naredio novi napad na Petrinju i tada je kod Vile Gavrilović ubijeno 17 zarobljenih hrvatskih branitelja.
Najžešći napad na Petrinju bio je 21. rujna kojeg je izvela JNA i ostale paravojne formacije. Pod jakom pješačkom vatrom 21. rujna u 18.30 pao je stari hrvatski grad Petrinja u ruke okupacijske JNA i paravojnih postrojbi. Oslobođen je četiri godine kasnije u Vojno-redarstvenoj akciji Oluja u kojoj su sudjelovale i 74. i 80. bojna sastavljene od prognanih i ponosnih Petrinjaca.
Dana 15. rujna 1995. u okolici Petrinje na lokaciji Vila Gavrilović izvršena je prva ekshumacija jedne masovne grobnice. Ekshumirani su posmrtni ostatci 17 žrtava srpske agresije.

### 21. stoljeće

#### Potres
Dana 28. prosinca 2020. godine  Petrinju je pogodio potresmagnitude 5,2 ML. Dan kasnije pogodio ju je snažniji potres magnitude 6,2 ML. Drugi potres razorio je grad i gotovo svi su stambeni objekti oštećeni. Time je Petrinja doživjela veće razaranje od onoga u Domovinskom ratu. U Petrinji je u potresu poginulo sedam osoba.
Većina ljudi u gradu izgubila je svoj dom, a ljudi iz cijele Hrvatske su se ujedinili u pomoći stanovnicima Petrinje donirajući hranu, vodu, deke, higijenske potrepštine, krevete i šatore.

## Gospodarstvo
- Gavrilović d.o.o.
- Paradizo okusi d.o.o.

Ženska udruga za promicanje kućne tekstilne industrije koja je djelovala od 1908. do 1945. godine. Promicala je petrinjske rukotvorine, tkanja i vezove diljem svijeta. Najveći uspjeh je zlatna medalja na pariškoj izložbi dekorativne umjetnosti 1925. godine.

## Poznate osobe
- Eduard Gener, pravnik, kulturni i društveni djelatnik
- Duško Pavlović, ekonomist
- Janko Grahor, graditelj
- Ivica Golec, povjesničar
- Krsto Hegedušić, slikar
- Branko Horvat, ekonomist i političar
- Oton Kučera, astronom i predsjednik Matice hrvatske
- Vlado Lisjak, olimpijski pobjednik u hrvanju,
- Predrag Matanović, ratni zapovjednik Domovinskog rata
- Marjan Mrmić, bivši hrvatski reprezentativni nogometni vratar
- Milan Nenadić, bivši hrvač, osvajač olimpijske brončane medalje
- Leon Radošević, košarkaš ALBA Berlin
- Drago Roksandić, povjesničar
- Marijan Vlak, nekadašnji Dinamov vratar
- Mila Wod (Ludmila Wodsedalek) (1888. – 1968.), akademska kiparica
- Davor Salopek, arhitekt i publicist
- Petar Salopek, akademski slikar
- Zorislav Srebrić, glavni tajnik Hrvatskog nogometnog saveza
- Boris Miholjević, glumac
- Jelena Miholjević, glumica
- Franjo Jelačić, časnik i general
- Ivan Kožarić, akademski kipar i akademik
- Tomislav Rolf, hrvatski časnik u doba NDH
- Mirna Berend, TV voditeljica i bivša manekenka
- Artur Turkulin, istaknuti sudionik NOB-a
- Slavko Koletić, bivši hrvač, osvajač srebrnog odličja na svjetskom prvenstvu u Edmontonu 1970. te četvrti s Olimpijskih igara u Münchenu 1972. godine
- Josip Stanić Stanios, slikar i književnik
- Dr. Boris Vrga,, liječnik, pjesnik, likovni kritičar
- Branko Čačić, akademski slikar, likovni pedagog i kustos
- Branka Kalauz, književnica
- Oskar Dürr, pjesnik, novelist, prevodilac
- Marija Horžinek, književnica
- Gašo Šram, pjesnik
- Kamilo Križanić, pjesnik, novelist, kritičar, esejist
- Ivica Čermak, skulptor i pjesnik
- Bogdan Maričić, pjesnik
- Ivan Šeperac Šepi, pjesnik
- Ivan Tucić, akademski slikar
- Davor Žilić, akademski slikar, izvanredni profesor
- Viktor Samuel Bernfest, akademski kipar i medaljer, kraće vrijeme gradonačelnik Petrinje
- Petar A. Ćosić, magistar medicinskih znanosti, književnik
- Andrija Borošić, šumarski stručnjak

U Petrinji su živjele hrvatske umjetnice Jelena Babić, Blanka Dužanec, Zlata Radej, Mila Vod i Milka Vukelić, koje su za boravka u ovom gradu stvarale suvremenu hrvatsku keramiku.

## Spomenici, znamenitosti i događanja
- Starohrvatsko "templarsko" županijsko središte Gora nalazi se u blizini grada Petrinje.
- Ostatci srednjovjekovnih starohrvatskih utvrda (Čuntić, Klinac grad i Pecki grad)
- Povijesna jezgra Petrinje – trg s baroknim kućama, župna crkva Svetog Lovre, Petrinja iz 1780. i gradski park iz doba "Banske vojne granice".
- Sakralna baština – postojeća, drvena rimokatolička kapela u Brestu, barokni Franjevački samostan i crkva u Hrvatskom Čuntiću i srednjovjekovna crkva u Gori izgrađena u starohrvatskome stilu
- Sakralna baština – porušena u Domovinskom ratu, koja više ne postoji: crkva Sv. Lovre u Petrinji izgrađena u kasno-baroknom odnosno klasicističkom stilu (na čijem mjestu danas stoji replika iste), crkva Sv. Katarine iz 19. st. u Petrinji, kapela Sv. Roka u Petrinji, kapela Sv. Trojstva u Petrinji, kapela pokraj mosta na Petrinjčici u ulici M. Gupca u Petrinji.
- Prvi spomenik Stjepanu Radiću napravila je hrvatska kiparica Mila Wod (1929. u Petrinji), a to je ujedno prvi hrvatski javni spomenik djelo neke kiparice.[27] Spomenik Stjepanu Radiću otkriven je u Petrinji 1936. godine, uklonili su ga četnici nakon okupacije Petrinje u Domovinskom ratu a poslije oslobođenja grada pronađen je u okolici[28] i obnovljen uz pomoć gipsanog otiska koji se nalazi u gliptoteci HAZU-a. Na svoje prvotno mjesto postavljen je 28. prosinca 1999.[29]

Gotovo svi spomenici bili su dijelom ili potpuno devastirani i razoreni za vrijeme srpske okupacije Petrinje (1991. – 1995.), a kasnije su pomno obnovljeni ili se još obnavljaju. Većina njih ponovno je stradalu u potresu 2020. godine.
- Lovrenčevo

Višednevna duhovno-kulturno-športska manifestacija uoči 10. kolovoza, blagdana sv. Lovre i dana Grada Petrinje.
- Dani sjećanja na sve poginule, nestale i umrle hrvatske branitelje i civilne žrtve grada Petrinje u Domovinskom ratu

Manifestacija se odvija tijekom rujna i ispunjena je duhovnim, kulturno-umjetničkim i športskim programom.

## Obrazovanje
Petrinja ima tri osnovne škole i jednu srednju školu sa smjerovima: opća gimnazija, veterinarski tehničar, prehrambeni tehničar, voćar-vinogradar-vinar, mesar, cvjećar. Također ima Visoku učiteljsku školu sa smjerom predškolskog odgoja (3 godine) i razredne nastave (4 godine).

## Kultura
- Gradska limena glazba Petrinja

Petrinjci su izuzetno ponosni na svoju Gradsku limenu glazbu koja djeluje još od 1808. godine, a djelovala je neprekidno i tijekom Domovinskog rata iako je Petrinja bila okupirana. Danas glazba ima oko 40 članova. U okviru glazbe djeluje i sekcija Big Band Petrinja, kao i Mala škola u kojoj djeca i odrasli uče svirati.
- Pučko otvoreno učilište Hrvatski dom Petrinja

- Galerija Krsto Hegedušić

- Matica hrvatska Petrinja

- Petrinjski zbornik, izlazi od 1998. godine

- Kupa, revija za književnost, umjetnost i kulturu pokrenuta 2011. godine

Petrinja je izvorištem hrvatske pučke lončarije. Od 1937. do 1941. godine postojao je muzej u Petrinji.

## Petrinjski suveniri
- Stucka je keramička posuda proizvedena na ločarskom kolu, spominje se već u 18. stoljeću. Nekad uporabni predmet za nošenje vode, vina i sl. danas je suvenir oslikan i reljefno ukrašen grbom grada Petrinje, grozdovima kao obilježjem petrinjske djelatnosti vinogradarstva i tekstovima petrinjskih pjesama.
- Božićni svijećnjak je keramički uporabni predmet namijenjen adventskom običaju sijanja pšenice, a u sredinu se postavlja svijeća. Proizvod je prigodni suvenir u vrijeme božićnih blagdana.
- Zimska je gastronomski suvenir pakiran u posebno dizajniranu kartonsku kutiju na kojoj je slikom i rječju ispričana povijesna priča o zimskoj salami i tradiciji proizvodnje tvornice Gavrilović od davne 1690. godine.

## Mediji
- Petrinjski radio[35] / Petrinjski list

## Šport
- Hrvački klub Gavrilović, pridonio je da hrvanje bude najtrofejniji petrinjski sport. Osvajali su naslove prvaka Hrvatske i Jugoslavije. Klub i danas ostvaruje značajne rezultate te je najtrofejniji hrvatski hrvački klub.
- Motocross klub Petrinja, uredio je stazu Zelena Dolina kod Hrvatskog Čuntića kraj Petrinje, a članovi kluba postižu zavidne rezultate
- Motorcycle club "Big Chief", klub cestovnih "bajkera"
- Vaterpolo klub Petrinja
- Košarkaški klub Petrinja, osnovan je 1978. godine, a natječe u Prvoj hrvatskoj mlađekadetskoj i kadetskoj ligi[36]
- Građanski športski nogometni klub Mladost Petrinja, najtrofejniji petrinjski nogometni klub
- Teniski klub Petrinjčica
- Stolnoteniski klub Petrinja
- Karate klub Sveti Lovro, osnovan je 14.siječnja 1998. godine. Karate u Petrinji postoji već 40 godina. Jedan od osnivača kluba je i današnji trener Vlado Demetrović.
- Kajak kanu klub Kupa
- Budokai klub Petrinja, klub je osnovan 1. rujna 2001. godine
- Rukometni klub Petrinja
- Odbojkaški klub Petrinja – ženski odbojkaški klub
- Gimnastički klub Petrinja
- Ronilački klub Orca
- Hokejski klub Petrinja
- Skijaški klub Vrelo
- Teniski klub Petrinja
- Ženski košarkaški klub Lovrekice, osnovan 13. lipnja 2013. godine[37]

## Galerija
- Utvrda Klinac grad
- Crkva sv. Lovre i gradski park
- Čuntić grad
- Selo Klinac nedaleko Petrinje

## Vanjske poveznice
- Službene stranice grada Petrinje